# Ketangalaans
Ketangalaans, ook Ketagalaans of Tangalaans, is een uitgestorven Paiwanische taal. Deze taal werd gesproken in Taiwan, zoals alle Paiwanische talen overigens. Het Ketangalaans werd gesproken in het noorden, vooral rond de stad Panch'iao, verder naar het noordwesten, het westen en het zuidoosten van het land, door de Ketagalan. Opmerkelijk is, dat in 1996 de straat voor het Presidentieel Gebouw in Taipei (Taiwans hoofdstad) hernoemd werd tot Ketagalan Boulevard door de Overheid van Taipei, om de Ketagalan te herdenken.

## Classificatie
- Austronesische talen
  - Formosaanse talen
    - Paiwanische talen
      - Ketangalaans